# 中村直太郎
中村 直太郎（なかむら なおたろう、1944年10月25日 - 2016年3月27日）は、日本の俳優、声優。東京都出身。

## 人物
身長164cm。体重66kg。
1944年、俳優・歌舞伎役者の松本染升の息子として生まれる。
0歳から16歳まで劇団前進座に所属。その後は総芸、プロダクション・タンクに所属していた。

## 出演

### 映画
- どっこい生きてる（1951年）
- 姉妹（1955年） - 近藤満 役
- お母さんの幸福（1958年） - 章一 役
- さや侍（2011年）
- Cut（2011年）
- 聯合艦隊司令長官 山本五十六（2011年）
- R100（2013年）
- いねむり一家
- 箱根風雲児

### テレビ

#### NHK
- 陽だまりの樹（2012年）
- 花燃ゆ（2015年）

#### 日本テレビ
- NNNドキュメント 報道ドラマ でっちあげ 鹿児島 えん罪事件の真相（2007年）
- リセット（2009年）
- ティーンコート（2012年）

#### TBS
- 喜びも悲しみも幾歳月（1965年）
- キイハンター　第11話「パリから来た大泥棒」（1968年）
- あんどーなつ 第9話（2008年） ‐ 審査委員長 役
- シリーズ激動の昭和 あの戦争は何だったのか 日米開戦と東條英機（2008年）
- 官僚たちの夏（2009年）
- ランナウェイ〜愛する君のために（2011年）
- パーフェクト・ブルー（2012年）
- あぽやん〜走る国際空港（2013年） - ヤマグチ 役
- 確証〜警視庁捜査3課（2013年） - 真田源治 役
- 時計屋の娘（2013年）

#### フジテレビ
- カイドク〜都市伝説の暗号ミステリー〜（2009年） - 土肥和義 役
- オトメン（乙男）〜夏〜（2009年）
- 救命病棟24時（2009年）
- チーム・バチスタ第2弾 ナイチンゲールの沈黙（2009年）
- 花ざかりの君たちへ〜イケメン☆パラダイス〜2011（2011年）
- 世にも奇妙な物語 2011年 秋の特別編（2011年）
- カエルの王女さま（2012年）
- 37歳で医者になった僕〜研修医純情物語〜（2012年）
- リーガル・ハイ（2012年）
- 天誅〜闇の仕置人〜（2014年）
- 明日もきっと、おいしいご飯〜銀のスプーン〜（2015年）
- アンフェア the special ダブル・ミーニング 〜連鎖（2015年）

#### テレビ朝日
- サラリーマン金太郎（2008年）
- 警視庁失踪人捜査課（2010年）
- 悪党〜重犯罪捜査班（2011年）
- 匿名探偵（2012年） - 有山 役
- 仮面ライダードライブ（2014年） - 花村金蔵 役

#### テレビ東京
- 水曜ミステリー9
  - 「浅草下町通交番 子連れ巡査の捜査日誌2」（2014年）

### テレビ番組
- NHK番組たまご ミステリーハウス〜名探偵はあなた!?〜（2013年）

### 舞台
- 勧進帳
- 金杉忠男アソシエーツ
- 劇団中村座
- 元禄本忠臣蔵
- その他の人々
- トロイ戦争は起こらない
- め組の喧嘩
- 夢
- 礼服

### ラジオ
- 若様長七郎

### 吹き替え
- ER緊急救命室シーズン13 #9（ロブ・ハンター〈ビリー・ベック〉）
- 刑事ヴァランダー
- レバレッジ 〜詐欺師たちの流儀